# S/S Abisko (1913)
S/S Abisko av Stockholm minsprängdes 11 april 1943 i Nordsjön varvid en man omkom och 30 räddades.

## Historik
Abisko byggdes vid Götaverken jämte systerfartyget S/S Torne till Grängesbergsbolaget, som på den tiden hette Rederi AB Luleå-Ofoten. Abisko slog den holländska marinen med häpnad då hon 1916 kom in till Amsterdam kom in med en mina på däcket, vilken besättningen fiskat upp i Nordsjön. Sin allvarligaste kollision hade Abisko den 21 april 1921, då den engelska ångaren Denetown, på Schelde, rände på Abisko och ett stort hål uppstod på babords låring. Denetown som kom lindrigare undan, var byggd i Helsingborg. Hon blev kort efter kollisionen svensk med namnet Liana av Lerberget. Liana blev sedan Litauens första handelsfartyg och när Abisko sänktes 1943 var Denetown brasiliansk med namnet Oity. Ungefär på samma position som Abisko sjönk hade ångaren några månader tidigare, den 9 november 1942, torpederats av en engelsk motortorpedbåt, varvid tvåans lastrum hade vattenfyllts. Vid explosionen hade cirka 1000 ton koks vräkts överbord. Abisko höll sig dock flytande och kunde införas till Emden, där fartyget reparerades och efter tre månader åter kunde gå till sjöss. Efter ett par resor inträffade minsprängningen och därmed var det slut med Abiskos tjänst i den svenska handelsflottan.

## Minsprängningen
Vid 01:00 tiden på natten exploderade minan under maskinrummet och slet upp ett väldigt hål i skrovet. Abisko började sjunka, där smörjaren Arthur Thorman, som befann sig i maskinrummet, aldrig hann upp utan följde fartyget i djupet. Troligen hade han dödats vid explosionen. Vid sprängningen blev Andre maskinisten svårt bränd på händerna och flera man fick smärre skador. En tysk patrullbåt kom till platsen och tog ombord besättningen, 30 man. Sedan Abisko efter en knapp timmas tid gått till botten i nattmörkret, gick patrullbåten in till Cuxhaven, där Abiskos besättning landsattes.